# Marcus LeVesseur
Marcus LeVesseur (Minneapolis, 1982) è un artista marziale misto statunitense.
Marcus LeVesseur (nato il 17 luglio 1982) è un ex atleta americano di arti marziali miste che ha gareggiato nella divisione dei pesi leggeri. Passato ai  professionisti nel 2003, ha gareggiato per la UFC e Adrenaline MMA. Come lottatore collegiale, LeVesseur è stato quattro volte imbattuto campione NCAA Division III. In tutte e tre le divisioni NCAA solo Cael Sanderson della divisione I - Iowa State University (159-0), Joey Davis della divisione II - Notre Dame College (133-0) e Marcus LeVesseur della divisione III - Augsburg University (155-0) hanno completato le loro carriere collegiali come imbattuti quattro volte campioni NCAA.

## Biografia
Nato e cresciuto a Minneapolis, LeVesseur ha iniziato a lottare all'età di cinque anni ed e'diventato quattro volte Campione di Stato alla Roosevelt High School.
LeVesseur, oltre a essere un talentuoso giocatore di Footbal come quarterback  ha gareggiato anche in atletica leggera,  al liceo ha avuto una fila di 141 vittorie dove detiene ancora il record di stato di wrestling del liceo , inclusa la vincita al futuro campione olimpico di  Bellator dei pesi gallo , Ben Askren. 
LeVesseur, che eccelleva anche a livello accademico, ricevette una borsa di studio  all'Università del Minnesota, ma fu trasferito al college Augsburg III della divisione NCAA prima di iniziare la sua stagione di matricola per il Minnesota.
Come lottatore del college, LeVesseur ha chiuso imbattuto  con il  record di 155-0. 
LeVesseur ha terminato la sua carriera di wrestling al liceo con 141 incontri imbattuti, che sommati con la   carriera universitaria vanta un record di 296-0.

## Carriera nelle Arti marziali miste
LeVesseur ha fatto il suo debutto in MMA nel 2003 contro Doug Henkey battendolo per KO nel primo round  dopo 44 secondi e ha raggiunto un record di 21-5 gareggiando per le promozioni regionali.
Nell'aprile 2012 ha firmato un accordo di quattro combattimenti con l'UFC. Ha debuttato il 15 Maggio 2012 in sostituzione di Aaron Riley contro Cody McKenzie perdendo l'incontro per sottomissione al primo round. LeVesseur ha sconfitto Carlo Prater il 5 ottobre 2012 all'UFC FX e perse il suo ultimo incontro per UFC per KO tecnico nel Dicembre 2012 contro Abel Trujillo .

### Risultati nelle arti marziali miste
| Risultato | Record | Avversario       | Metodo                         | Evento                                          | Data             | Round | Tempo | Città                   | Note |
| --------- | ------ | ---------------- | ------------------------------ | ----------------------------------------------- | ---------------- | ----- | ----- | ----------------------- | ---- |
| Sconfitta | 22–7   | Abel Trujillo    | KO tecnico (ginocchiata)       | UFC on Fox: Henderson vs. Diaz                  | 8 Dicembre 2012  | 2     | 3:56  | Washington, Stati Uniti |      |
| Vittoria  | 22-6   | Carlo Prater     | Decisione(split)               | UFC on FX: Browne vs. Bigfoot                   | 5 Ottobre 2012   | 3     | 5:00  | Minnesota, Stati Uniti  |      |
| Sconfitta | 21–6   | Cody McKenzie    | Sottomissione (ghigliottina)   | UFC on Fuel TV: Korean Zombie vs. Poirier       | 15 Maggio 2012   | 1     | 3:05  | Virginia, Stati Uniti   |      |
| Vittoria  | 21-5   | Taurean Bogguess | Decisione(split)               | MSC: High Stakes                                | 19 Agosto 2011   | 3     | 5:00  | Minnesota, Stati Uniti  |      |
| Vittoria  | 20-5   | Brian Geraghty   | KO tecnico (pugni)             | Seconds Out/Vivid MMA: Combat on Capitol Hill 5 | 15 Aprile 2011   | 1     | 1:52  | Minnesota, Stati Uniti  |      |
| Vittoria  | 19-5   | Dane Sayers      | Decisione(unanime)             | Showdown at the Sheraton                        | 4 Febbraio 2011  | 3     | 5:00  | Minnesota, Stati Uniti  |      |
| Sconfitta | 18-5   | Dakota Cochrane  | Sottomissione (triangle choke) | Combat on Capitol Hill 4                        | 12 Novembre 2010 | 1     | 4:08  | Virginia, Stati Uniti   |      |